# Ľubomír Roman
Ľubomír Roman (Malacka, 1944. április 12. – Pozsony, 2022. március 13.) szlovák színész, politikus kulturális miniszter (1994).

## Élete
A pozsonyi Előadóművészeti Akadémia (VŠMU) Színházi Karán szerzett színművészeti diplomát.
1966 és 2001 között a pozsonyi Nová scéna társulatának tagja volt. 1991 és 1996 között a színház igazgatójaként is tevékenykedett. 1986-tól tanított az Előadóművészeti Főiskola Színházi Karán.
1994. március 15. és december 13. között a Szlovák Köztársaság kulturális minisztere volt Jozef Moravčík ideiglenes kormányában. 1994 és 1998 között parlamenti képviselő volt. 1994–95-ben a Kereszténydemokrata Mozgalom képviselőcsoportjának a tagja volt, utána függetlenként tevékenykedett.

## Filmjei
- 1958: Szent Péter esernyője ...Wibra Gyuri
- 1961: My z deviatej A … Petráň
- 1963: Nap a hálóban (Slnko v sieti) … Peťo
- 1969: Láska neláskavá
- 1971: Hľadači svetla … Taub
- 1974: A szép maneken esete (Prípad krásnej nerestnice) … Fero Antalík
- 1976: Stratená dolina … Pardek hadnagy
- 1976: Vojaci slobody
- 1977: Advokátka … Matula
- 1977: Talaj nélkül (Bludička) … Hýbl
- 1986: Akcia Edelstein … Wolfgang Moser
- 1987: Hody … Kamil Koreň
- 1989: Kamenne … rektor
- 1999: Polojasno … tábornok
- 2009: Pokoj v duši … Budaj
- 2013: Bor, mámor, szerelem (Búrlivé víno) … Eugen Baxa
- 2015: Kukučka … Vasil Prager